# Президентски избори в Русия (2018)
Президентските избори в Русия в съответствие с резолюцията на Съвета на федерацията се провеждат на 18 март 2018 г. Според Конституцията на Руската федерация държавният глава се избира за срок от шест години чрез равно и пряко всеобщо тайно гласуване.
Централната избирателна комисия одобрява осем кандидати за участие на изборите, издигнати от политически сили: Сергей Бабурин (Руски общонароден съюз), Павел Грудинин (Комунистическа партия на Руската федерация), Владимир Жириновски (Либерално-демократическа партия), Владимир Путин (издигнат от инициативната група по реда на самономиниране), Ксения Собчак (Гражданска инициатива), Максим Сурайкин (Комунисти на Русия), Борис Титов (Партия на растежа) и Григорий Явлински (Яблоко).
Според данните, предоставени от ЦИК, настоящият президент на Русия – Владимир Путин печели на първи тур с 76,69%, така той е избран за втори пореден мандат (и за четвърти мандат като президент, считайки двата му мандата като президент в периода от 2000 до 2008 г.).

## Кандидати
| Кандидат, възраст и партия на кандидата                        | Кандидат, възраст и партия на кандидата | Кандидат, възраст и партия на кандидата | Политически длъжности | Кампания  | Дата на регистрация |
| -------------------------------------------------------------- | --------------------------------------- | --------------------------------------- | --- | --------- | ------------------- |
| Сергей Бабурин (59) Руски общонароден съюз                     |                                         |                                         | Народен депутат на Русия (1990 – 1993) Депутат в Държавната дума (1993 – 2000, 2003 – 2007) Председател на партия Руски общонароден съюз (от 2011 г.)                                                            | (уебсайт) | 7 февруари 2018     |
| Павел Грудинин (57) Комунистическа партия на Руската федерация |                                         |                                         | Депутат в Московската областна дума (1997 – 2011) Председател на Съвета на депутатите на градско поселение Видное (от 2017 г.)                                                                                   | (уебсайт) | 12 януари 2018      |
| Владимир Жириновски (71) Либерално-демократическа партия       |                                         |                                         | Депутат в Държавната дума (от 1993 г.) Заместник-председател на Държавната дума (2000 – 2011) Председател на Либерално-демократическата партия (от 1992 г.)                                                      | (уебсайт) | 29 декември 2017    |
| Владимир Путин (65) Самономиниране                             |                                         |                                         | Президент на Русия (2000 – 2008, от 2012 г.) Министър-председател на Русия (1999 – 2000, 2008 – 2012) Председател на партия Единна Русия (2008 – 2012) Директор на Федералната служба за сигурност (1998 – 1999) | (уебсайт) | 6 февруари 2018     |
| Ксения Собчак (36) Гражданска инициатива                       |                                         |                                         | Член на Координационния съвет на руската опозиция (2012 – 2013) Член на политическия съвет на партия Гражданска инициатива (от 2017 г.)                                                                          | (уебсайт) | 8 февруари 2018     |
| Максим Сурайкин (39) Комунисти на Русия                        |                                         |                                         | Председател на Централния комитет на партия Комунисти на Русия (от 2012 г.) | (уебсайт) | 8 февруари 2018     |
| Борис Титов (57) Партия на растежа                             |                                         |                                         | Председател на Партия на растежа (от 2016 г.) Комисар по защита правата на предприемачите в Русия (от 2012 г.)                                                                                                   | (уебсайт) | 7 февруари 2018     |
| Григорий Явлински (65) Яблоко                                  |                                         |                                         | Председател на партия Яблоко (1993 – 2008) Депутат в Държавната дума (1993 – 2003) Член на Законодателното събрание на Санкт Петербург (2011 – 2016)                                                             | (уебсайт) | 7 февруари 2018     |

## Резултати
| Кандидати                                                         | Кандидати                                     | Партия                                        | Гласове     | %      |
| ----------------------------------------------------------------- | --------------------------------------------- | --------------------------------------------- | ----------- | ------ |
|                                                                   | Владимир Путин                                | безпартиен                                    | 56 430 712  | 77,53  |
|                                                                   | Павел Грудинин                                | Комунистическа партия на Руската федерация    | 8 659 206   | 11,90  |
|                                                                   | Владимир Жириновски                           | Либерално-демократическа партия               | 4 154 985   | 5,71   |
|                                                                   | Ксения Собчак                                 | Гражданска инициатива                         | 1 238 031   | 1,70   |
|                                                                   | Григорий Явлински                             | Яблоко                                        | 769 644     | 1,06   |
|                                                                   | Борис Титов                                   | Партия на растежа                             | 556 801     | 0,76   |
|                                                                   | Максим Сурайкин                               | Комунисти на Русия                            | 499 342     | 0,69   |
|                                                                   | Сергей Бабурин                                | Руски общонароден съюз                        | 479 013     | 0,65   |
| Невалидни/празни гласове                                          | Невалидни/празни гласове                      | Невалидни/празни гласове                      | 791 258     | –      |
| Общо                                                              | Общо                                          | Общо                                          | 73 578 992  | 100,00 |
| Регистрирани избиратели/избирателна активност                     | Регистрирани избиратели/избирателна активност | Регистрирани избиратели/избирателна активност | 109 008 428 | 67,50  |
| Източник: ЦИК Архив на оригинала от 2018-03-23 в Wayback Machine. |                                               |                                               |             |        |